# IAS 26
МСФО (IAS) 26 «Учёт и отчётность по пенсионным планам» — международный стандарт финансовой отчётности, который устанавливает принципы оценки и раскрытия информации в отчетности, и действует с 01.01.1988 года, с изменениями от 01.01.1998 года, введен в действие для применения на территории Российской Федерации приказом Минфина России от 25.11.2011 № 160н.

## Определения
Пенсионный план — соглашения, по которым компания предоставляет выплаты своим работникам во время или после завершения трудовой деятельности.
Пенсионный план с установленными взносами — это план пенсионного обеспечения, в соответствии с которым размеры пенсий, подлежащих выплате, определяются на основе взносов в пенсионный фонд и последующих инвестиционных доходов.
Пенсионный план с установленными выплатами — это план пенсионного обеспечения, в соответствии с которым размеры пенсий, подлежащих выплате, определяются по формуле, в основе которой обычно лежит размер вознаграждения, получаемого работником и/или выслуга лет.

## Пенсионные планы
Финансовая отчетность пенсионного плана с установленными взносами включает отчет о чистых активах пенсионного плана, служащих источником выплат, и описание политики фондирования плана.
В пенсионном плане с установленными взносами размер будущих выплат участникам определяется взносами работодателя, самого участника, или обеих сторон в пенсионный фонд, а также эффективностью операционной деятельности и инвестиционными доходами фонда. Выполнение обязательств работодателя обычно ограничивается взносами в пенсионный фонд. Консультация актуария, как правило, не требуется, хотя иногда она используется для оценки размеров будущих выплат, которые могут быть обеспечены исходя из текущих взносов и различных уровней будущих взносов и инвестиционных доходов.
Финансовая отчетность пенсионного плана с установленными выплатами включает один из указанных ниже отчетов:
- отчет, показывающий:

- чистые активы пенсионного плана, служащие источником выплат
- актуарную приведенную стоимость причитающихся пенсионных выплат, с разделением на безусловные и небезусловные выплаты
- итоговое превышение или дефицит

- отчет о чистых активах пенсионного плана, служащих источником выплат, включающий одно из двух:

- примечание, показывающее актуарную приведенную стоимость причитающихся пенсионных выплат, с разделением на безусловные и небезусловные выплаты
- ссылку на эту информацию в прилагаемом отчете актуария.

Если актуарная оценка не была подготовлена на дату составления финансовой отчетности, в качестве основы используется самая последняя из имеющихся оценок, с указанием даты её выполнения.
Инвестиции пенсионного плана учитываются по справедливой стоимости. Справедливой стоимостью рыночных ценных бумаг является их рыночная стоимость. При наличии инвестиций пенсионного плана, справедливую стоимость которых оценить невозможно, раскрывается причина, по которой справедливая стоимость не используется.

## Раскрытие информации
Раскрытие информации в примечаниях финансовой отчетности:
- отчет об изменениях в чистых активах пенсионного плана, служащих источником выплат:

- активы по состоянию на конец периода, классифицированные соответствующим образом
- метод оценки активов
- сведения о каждой отдельной инвестиции, превышающей либо 5 % чистых активов пенсионного плана, служащих источником выплат, либо 5 % от общей стоимости ценных бумаг любого класса или типа
- сведения о каждой инвестиции в работодателя
- обязательства, отличные от актуарной приведенной стоимости причитающихся пенсионных выплат

- краткое изложение основных принципов учётной политики
- описание плана и влияния любых изменений в плане в течение периода:

- названия работодателей и групп работников, охваченных данным планом
- количество участников, получающих выплаты, и количество прочих участников, классифицированных соответствующим образом
- тип плана — план с установленными взносами или план с установленными выплатами
- примечание, указывающее, делают ли взносы участники плана
- описание пенсионных выплат, причитающихся участникам
- описание каждого из условий выхода участника из плана.